# Pitakpong Kulasuwan
Pitakpong Kulasuwan (tiếng Thái: พิทักษ์พงษ์ กุลสุวรรณ), là một cầu thủ bóng đá người Thái Lan thi đấu ở vị trí hậu vệ phải cho câu lạc bộ ở Thai League 2 Udon Thani.

## Danh hiệu

### Câu lạc bộ
Muangthong United
- Cúp Liên đoàn Bóng đá Thái Lan (1): 2017
- Thailand Champions Cup (1): 2017
- Giải bóng đá vô địch các câu lạc bộ sông Mê Kông (1): 2017